# SeeB
Ne doit pas être confondu avec Sib.
SeeB (prononcé : [siːb]) est un groupe de musique électronique norvégien.
Le nom du groupe est formé par les initiales des deux membres du groupe, Simen Eriksrud et Espen Berg.
Le succès le plus notable du duo est le remix de la chanson I Took A Pill In Ibiza (2015) de Mike Posner. Leur premier single est Breathe (2016).
En mars 2018, le trio annonce la sortie de leur premier EP "Nice To Meet You" à sortir le 20 avril 2018. Le premier single de leur EP sortira le 6 avril 2018.

## Discographie

### Singles
- 2015 : Simple Life
- 2016 : Breathe (feat. Neev)
- 2016 : What Do You Love (feat. Jacob Banks)
- 2017 : Under Your Skin (avec R. City)
- 2017 : Boys in the Street (avec Greg Holden)
- 2017 : Return of the Mack (avec Mark Morrison
- 2017 : Rich Love (avec OneRepublic)
- 2017 : Cruel World (avec Skip Marley)
- 2018 : Lost Boys (vs. Ocean Park Standoff)
- 2018 : Drink About (avec Dagny)
- 2018 : Grip (avec Bastille)
- 2019 : Free to Go (avec Highasakite)
- 2019 : Fade Out (avec Olivia O'Brien & Space Primates)
- 2019 : Bigger Than (avec Justin Jesso)
- 2020 : Kiss Somebody (avec Julie Bergan)
- 2020 : Best I Can (avec American Authors)
- 2020 : Unfamiliar (avec Goodboys & HRVY)
- 2020 : Sad in Scandinavia (avec Zak Abel)
- 2020 : Don't You Wanna Play? (avec Julie Bergan)
- 2020 : Safe Zone (avec Emelie Hollow)
- 2020 : Why Change (avec Andreas Moe)
- 2020 : Colourblind (avec St. Lundi)
- 2020 : Feel It Again (avec Dan Caplen & Svidden)
- 2021 : Last Dance (avec Kiddo)
- 2021 : Numbers (avec Simon Jonasson)
- 2021 : Run It Up (avec K Camp & Tim North & Marty James)
- 2021 : Sleepwalk (avec Andreas Moe)
- 2021 : The Things You Do (avec SIVV)
- 2021 : Whiteout
- 2021 : Naive (avec The Hook)
- 2021 : Sweet Dreams & Dynamite (feat. Nina Nesbitt)
- 2022 : Always Will (feat. Julie Bergan)
- 2022 : Atlantis (avec Seafret)
- 2022 : Would You Lie (avec Alexander Stewart)
- 2023 : Submarine (avec Banners & Super-Hi)
- 2023 : Sleeping Satellite (avec Matrē)
- 2023 : You (Svidden feat. SeeB)
- 2023 : Golden Ticket (avec Joki & CLMD)
- 2024 : Before You Go

### Remixes
- 2015 : Mike Posner - I Took a Pill in Ibiza (SeeB Remix)
- 2015 : Listenbee - Save Me (SeeB Remix)
- 2015 : Kiesza - Cut Me Loose (SeeB Remix)
- 2015 : Shawn Mendes - Stitches (SeeB Remix)
- 2016 : Tove Lo - Moments (SeeB Remix)
- 2016 : Coldplay - Hymn for the Weekend (SeeB Remix)
- 2016 : OneRepublic - Kids (SeeB Remix)
- 2017 : Stargate feat. P!nk & Sia - Waterfall (SeeB Remix)
- 2017 : Ed Sheeran - Castle on the Hill (SeeB Remix)
- 2017 : Mark Morrison - Return of the Mack (SeeB Remix)
- 2017 : David Guetta feat. Justin Bieber - 2U (SeeB Remix)
- 2017 : Mick Jagger - Gotta Get a Grip (SeeB Remix)
- 2018 : Taylor Swift - Delicate (SeeB Remix)
- 2018 : Clean Bandit feat. Demi Lovato - Solo (SeeB Remix)
- 2018 : Amindi feat. Tessellated - Pine & Ginger (SeeB Remix)
- 2019 : 5 Seconds of Summer - Easier (SeeB Remix)
- 2020 : Matt Maeson - Hallucinogenics (SeeB Remix)